# 维多利亚诺·萨缅托斯
维多利亚诺·萨缅托斯（西班牙語：Victoriano Sarmientos，1956年12月18日—），古巴前男子排球运动员。他曾代表古巴国家队参加1976年夏季奥林匹克运动会排球比赛，获得一枚铜牌。